# Malcolm X
Malcolm X, ursprungligen Malcolm Little, född 19 maj 1925 i Omaha i Nebraska, död 21 februari 1965 i New York i New York (mördad), var en amerikansk medborgarrättskämpe. Han konverterade till Islam efter en pilgrimsfärd till Mecka och antog namnet El-Hajj Malik El-Shabazz.
Han är mest känd som en av de mest framträdande och kända medlemmarna i organisationen Nation of Islam (NOI) där han företrädde den radikala falangen. Han hamnade senare i en svår konflikt med organisationens ledare Elijah Muhammad. Efter att ha lämnat NOI mördades han under ett anförande inför några anhängare.

## Tidigt liv
Malcolm X föddes i Omaha i Nebraska. Föräldrarnas namn var Earl Little och Louise Little, född Norton. Som spädbarn bodde han en kort tid på Pinkney Street 3448 i norra Omaha i Nebraska. Hans far var predikant inom Baptistkyrkan och anhängare till Marcus Garvey. Han var också ordförande för Universal Negro Improvement Associations lokalavdelning. Malcolm X beskrev sin far som en stor svart man som hade förlorat sitt ena öga. Enligt Malcolm X blev tre av Earl Littles bröder brutalt dödade av vita män. En av hans farbröder blev lynchad.
Earl Little hade tre barn i ett tidigare äktenskap: Ella, Mary, och Earl Jr. I sitt andra äktenskap fick han åtta barn: Wilfred, Hilda, Philbert, Malcolm, Reginald, Wesley, Yvonne och Robert.
Louise Little föddes i Grenada och var enligt Malcolm X mer lik en vit kvinna. Hennes far var en vit man som Malcolm X inte visste någonting om, förutom att han beskrevs som moderns skam. Malcolm fick sin ljusa hy från honom och uttryckte "Jag hatar varje droppe vitt blod i mig, eftersom det är en våldtäktsmans blod". Som familjens mest ljushyade barn kände Malcolm att hans far favoriserade honom, medan det motsatta gällde hans mor Ett av hans smeknamn, "Red", kom från den röda tonen i hans hår. Vid födelsen sägs han ha haft "askblont hår... präglat av kanel" och vid fyra års ålder "rödaktigt-blont hår". Hans hår mörknade ju äldre han blev, men precis som vad det gällde hans mor blev Malcoms hår "rödaktigt under sommarsolen".
Enligt Malcolm X självbiografi hade hans mor hotats av män i Ku Klux Klan medan hon var gravid med honom i december 1924. Hon mindes att familjen hade varnats att lämna Omaha, eftersom Earls engagemang i UNIA påstods kunna ge upphov till problem.
Efter att Malcolm föddes flyttade familjen 1926 till Milwaukee i Wisconsin, och kort därefter till Lansing i Michigan. År 1931 hittades hans far död, överkörd av en spårvagn i Lansing. Myndigheterna såg hans död som en olycka. Den påstådda olyckan ifrågasattes dock av det svarta samhället. De ansåg att Littles död var ett typiskt exempel på misshandel. Malcolm har senare beskrivit hur hans familj upprepade gånger utsattes för trakasserier från den rasistiska sammanslutningen Black Legion. Hans far hade anklagat denna grupp för att ha bränt ner deras hem 1929. Malcolm frågade sig hur hans far kunnat slå sig själv i huvudet och sen lagt sig ner över spåret för att bli överkörd.
Trots att Malcolms far hade två livförsäkringar fick hans mor bara utdelning på den mindre försäkringen. Försäkringsbolaget som stod för den större försäkringen påstod att det handlade om ett självmord vägrade därför betala. Louise Little fick ett nervsammanbrott och blev 1938 förklarad sinnessjuk. Malcolm och hans syskon blev efter detta separerade och skickade till olika fosterhem. Louise Little lades in på ett mentalsjukhus i Kalamazoo i Michigan och blev kvar där till dess att Malcolm och hans syskon fick henne utskriven 26 år senare.
Enligt Malcolms självbiografi bodde Malcolm Little på Charles Street i East Lansing i Michigan efter sin fars död. Uppgifter i U.S. Census (offentliggjort 2002) visar dock att han 1930 bodde på en helt annan Charles Street i Lansing Charter Township, Michigan, mellan Lansing och East Lansing. Senare, under tiden han gick i high school, bodde han i Mason i Michigan. Detta område var en nästintill helvit mindre stad cirka 2 mil (12 miles) söderut.
Under sin tid på junior high school var Malcolm X den bästa eleven i sin klass. I åttonde klass lämnade han dock skolan i protest mot en av hans lärare som sagt att hans mål att bli jurist inte var "något realistiskt mål för en nigger". Malcolm har senare berättat att detta uttalande fick honom att känna att det inte fanns plats för en svart karriärklättrare i den vita världen, oavsett hur smart denne svarte man må vara. Efter att ha genomlevt ett antal fosterhem sattes Malcolm först på en anstalt och flyttade sedan till Boston i februari 1941. Där bodde han hos sin äldre syster, Ella Little Collins. I Boston hade han flera olika arbeten, bland annat i den undre världen.

## Mellanåren

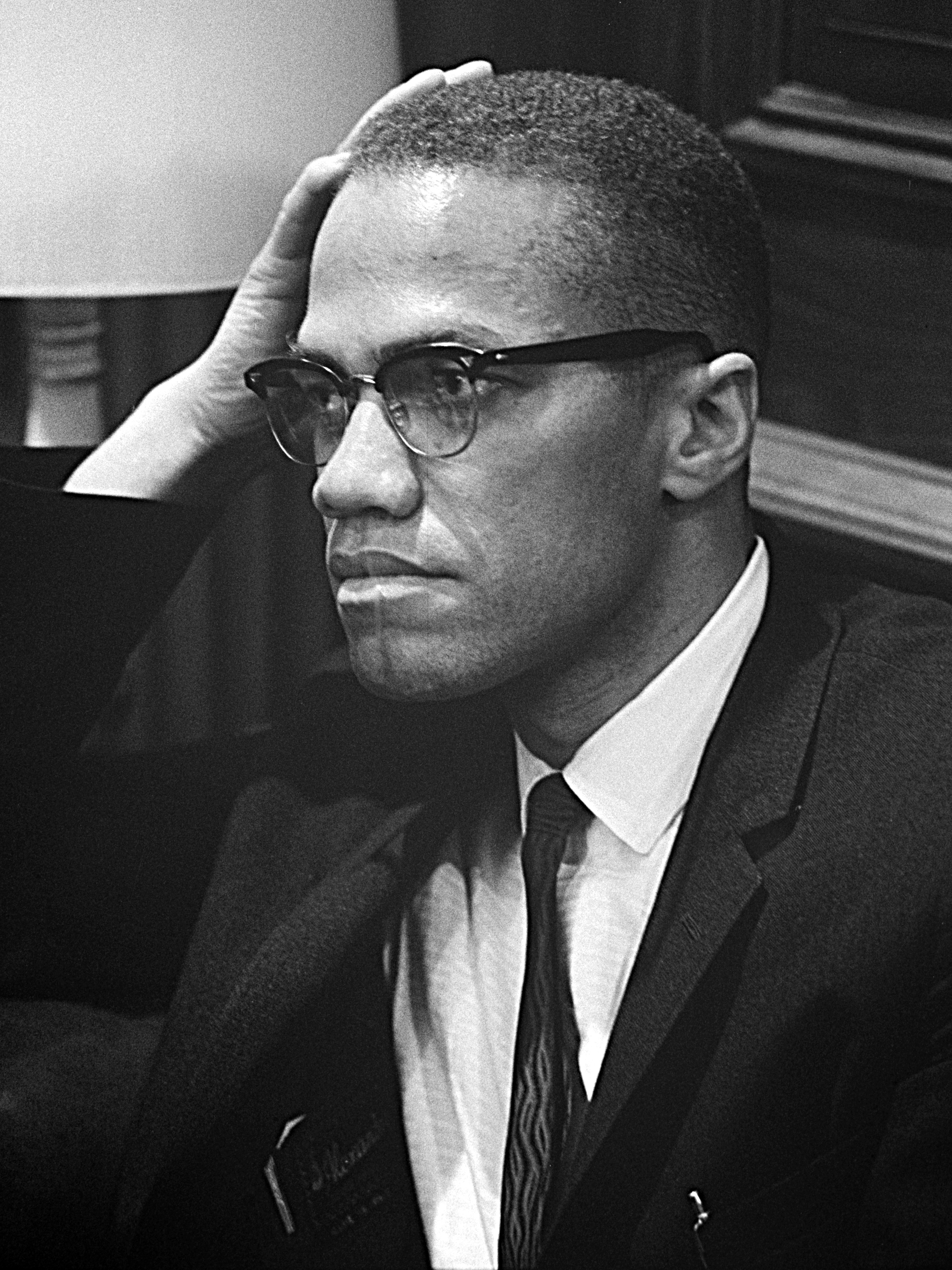
Malcolm X, 26 mars 1964.

Malcolm lämnade Boston för att en kort tid bo i Michigan men flyttade snart till New York 1943. Där arbetade han igen en kort tid för New Haven Railroad. Han var också skoputsare på en Lindy Hop-nattklubb. I The Autobiography of Malcolm X säger han att han en gång putsade skorna på Duke Ellington och andra kända svarta amerikanska musiker. Efter en tid i Harlem under namnet "Detroit Red" började han att langa droger och syssla med illegalt spel, rån och svindleri (Malcolm kallade detta för "hustling"). Mellan 1943 och 1946, då han greps och fängslades i Massachusetts, flyttade Malcolm mellan Boston och New York ytterligare tre gånger.
När Malcolm mönstrade för andra världskriget klassificerades han av läkare som inte tillräckligt mentalt stabil för tjänstgöring. I sin biografi berättar han att han gjorde sig till för att undvika att behöva gå ut i krig, bland annat genom att säga till den officer som intervjuade honom att han inte kunde vänta på att få gå med i armén för att tillsammans med andra svarta soldater "döda några vitingar". Hans strategi fungerade utmärkt.
Tidigt 1946 kom Malcolm tillbaka till Boston. Den 12 januari greps han för rån efter att ha försökt ta tillbaka en stulen klocka som han lämnat på reparation i juveleraraffären. Två dagar senare greps Malcolm återigen för att ha burit vapen. Den 16 samma månad åtalades han för bland annat inbrott och han dömdes till mellan åtta och tio år i Massachusetts delstatsfängelse. Den 12 februari började Malcolm avtjäna sitt straff på Charlestown State Prison. Under sin vistelse i fängelse fick han smeknamnet "Satan" på grund av sitt hat mot Bibeln, Gud och religion i allmänhet. Malcolm började läsa böcker från fängelsebiblioteket, fick smak för att läsa och utvecklade så småningom astigmatism. Under denna tid fick han brev från sin bror Reginald som berättade om Nation of Islam, som Malcolm senare konverterade till, och fram till frigivningen upprätthöll han en regelbunden kontakt med Elijah Muhammad. Enligt hans biografi började han skaffa sig förtroende bland sina medfångar, men var även fortsatt satt under uppsyn från myndigheterna som såg honom som en potentiell bråkmakare. Möjligheten att bli frisläppt efter fem år stoppades med motiveringen att han kunde ställa till problem om han släpptes. I februari 1948, till stor del på grund ett idogt arbete från hans systers sida, flyttades Malcolm till ett "experimentellt fängelse" i Norfolk, Massachusetts, som hade ett mycket större fängelsebibliotek. Den 7 augusti 1952 släpptes han från fängelset.

## Senare år

### Nation of Islam

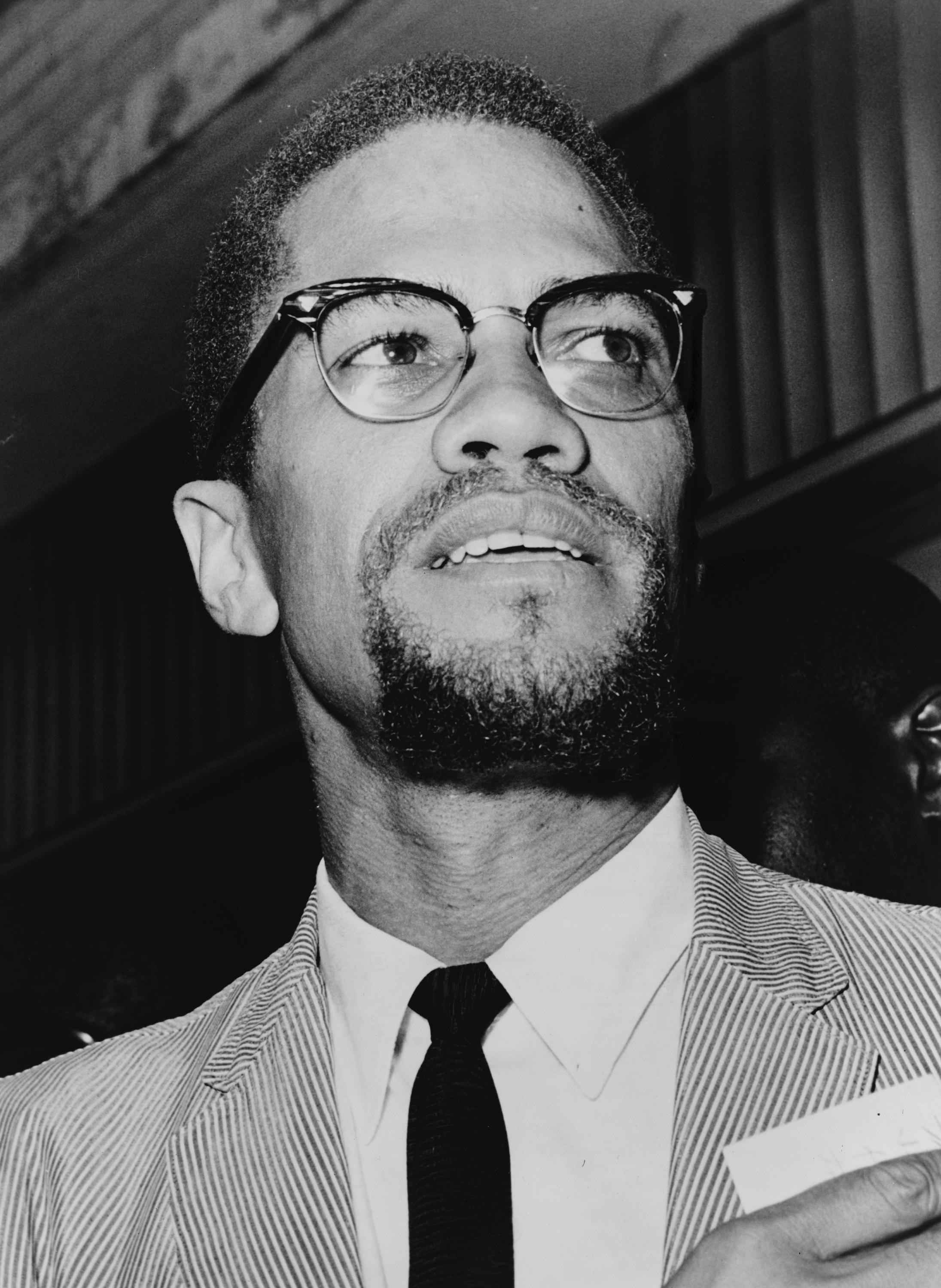
Malcolm X, 1964.

Efter att han 1952 släppts från fängelset åkte Malcolm till Chicago för att träffa Elijah Muhammad. Det var kort efter detta som han bytte sitt efternamn till "X". Han förklarade detta genom att hävda att "X" var ett förkastande av slavnamnet och avsaknaden av ett afrikanskt urnamn. "X":et är också det som många slavar fick inbränt på överarmen av sina slavägare. Detta ledde till att många medlemmar i Nation of Islam bytte sina efternamn till "X".
I mars 1953 skapade FBI en akt om Malcolm, enligt uppgift efter att anklagelser kommit från Kyrkokommittén (the Church Committee) att han beskrivit sig som kommunist. FBI hade då länge registrerat och hållit koll på radikaler av Malcolms typ. I mappen finns två brev som Malcolm undertecknat "Malachi Shabazz". I Message to the Blackman in America förklarar Elijah Muhammad att namnet kommer från ättlingar från en "Asiatisk svart nation".
I maj 1953 drog FBI slutsatsen att Malcolm X hade en "asocial personlighet med paranoida drag (för-psykotisk paranoid schizofreni)" och noterar att han hade sökt behandling för sin störning. Detta stöddes ytterligare senare av ett brev som FBI kommit över, daterat den 29 juni 1950. I brevet stod det, med anledning av hans 4-F klassificering och avslag av militären, att "Alla har alltid sagt... Malcolm är galen, så det är inte så svårt att övertyga folk om att jag är det."
Senare det året lämnade Malcolm sin halvsyster Ella i Boston för att vara med Elijah Muhammad i Chicago. Han återvände snart till Boston och blev Minister of the Nation of Islam's Temple Number Eleven. År 1954 valdes Malcolm X att leda NOI:s moské nummer sju på Lenox Avenue på Manhattan i Harlem och han utökade snabbt dess medlemskapsregister. Malcolm X gav mycket tid och kraft till arbetet. Han kunde arbeta dag efter dag med bara fyra timmars sömn eller mindre.  Han var en övertygande och trollbindande talare, och han blev känd sedan en lokal TV-kanal i New York sänt ett inslag om NOI som var en ganska obskyr organisation fram till dess, 1959. Efter det var han en eftertraktad man av tidningar, radio och olika TV-program som ville ha honom till intervjuer, dels i USA men senare också stora delar av övriga världen. Malcolm var medveten om att hans kändisskap skapade avundsjuka inom NOI, och han försökte att inte ytterligare späda på dessa känslor. Mellan 1952, då han gick med i NOI, och 1964, då han gick ur, lärde han ut Nationens läror, inklusive sådant som att vita var "djävlar" som hade skapats i ett misslyckat avelsförsök av en svart forskare, och förutsåg de svartas oundvikliga återvändande till toppen av den världsordningen.
Malcolm X sågs snart som den näst mest inflytelserika personen i rörelsen, efter Elijah Muhammad själv. Han startade nya avdelningar av rörelsen, inklusive den i Philadelphia, och tillskrivs stor del i den medlemsökning NOI hade från 500 år 1952 till 30 000 år 1963. Han påverkade boxaren Cassius Clay att gå med i Nation of Islam och att ändra sitt namn till Muhammad Ali. Likt Malcolm själv lämnade senare Ali NOI för att bli sunnimuslim.

### Äktenskap
År 1958 gifte sig Malcolm med Betty X (född Sanders) i Lansing i Michigan. De fick sex döttrar tillsammans, varav alla fick efternamnet Shabazz. De var:
- Attallah (stavas även Attillah), född 1958
- Qubilah, född 1960
- Ilyasah, född 1962
- Gamilah (stavas även Gumilah), född 1964
- Malaak, tvilling, född  1965 efter Malcolms död
- Malikah, tvilling, född  1965 efter Malcolms död

### Mötet med Castro
I september 1960 reste Fidel Castro till USA för att tala inför FN:s generalförsamling. Castro fick inget varmt välkomnande av den amerikanska staten under sitt besök i New York. Den kubanska delegationen bytte hotell från Shelburne Hotel till Hotel Theresa i Harlem på grund av att Castro hade blivit ombedd att betala i förskott. Han hade även blivit ombedd att inte bo på hotellet på grund av all publicitet och media som skulle ockupera hotellet när Castro skulle bo där. Innan han blev bjuden att bo på Hotel Theresa hotade han med att sova utanför FN:s huvudkontor. Malcolm X träffade Castro som en del av den välkomstkommitté som satts upp i Harlem flera veckor i förväg. Anledningen till att denna grupp, som inkluderade ett flertal svarta ledare från en rad olika områden startades, var att välkomna statsöverhuvuden, speciellt de från afrikanska länder, som var i New York för att tala inför FN:s generalförsamling. Sexton afrikanska länder tilläts bli medlemmar i FN vid detta möte.

### Spänningar
Malcolm skulle senare, i självbiografin, förklara varför han bröt med Elijah Muhammad genom att säga att under det tidiga 1960-talet hade han börjat höra rykten om att Elijah Muhammads kärleksaffärer utanför äktenskapet med unga sekreterare. Otrohet fördöms av NOI i dess läror. Först lyssnade han inte på dessa rykten, men senare pratade han med Elijah Muhammads son och kvinnan som kom med påståendet och trodde dem. År 1963 erkänner också Elijah Muhammad, enligt självbiografin, att ryktena var sanna och han påstod att detta hände för att följa det mönster som etablerats av vissa bibliska profeter. Trots att Malcolm inte var nöjd med denna förklaring och att han desillusionerades av andra ledare inom NOI som stoppade rörelsens pengar i egna fickor, slocknade ännu inte Malcolms tro på Elijah Muhammad.

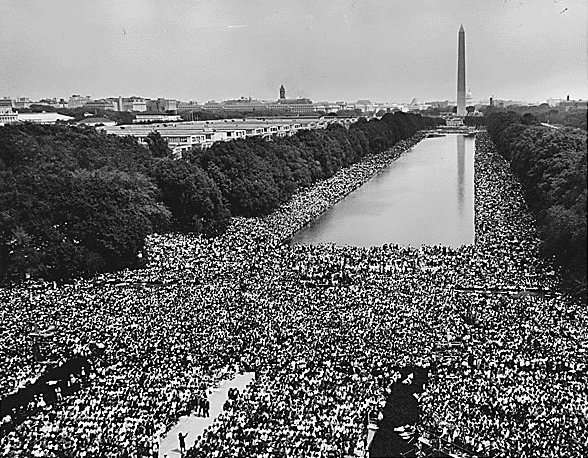
Folkmassan framför Lincolnmonumentet, 28 augusti 1963.

Sommaren 1963 nådde spänningarna inom NOI sin höjdpunkt. Malcolm trodde att Elijah Muhammad var avundsjuk på hans popularitet (det fanns också flera äldre präster som var avundsjuka). Malcolm såg med kritiska ögon på Marschen till Washington för arbete och frihet (där bland annat Martin Luther King Jr. framförde sitt tal I have a dream) och kunde inte förstå varför svarta människor var så upphetsade över en demonstration som "anordnades av vita framför en staty av en president som har varit död i hundratals år och som inte gillade oss när han levde". När han ombads kommentera mordet på John F. Kennedy svarade han att det var "chickens coming home to roost," och tillade att "Chickens coming home to roost never made me sad. It only made me glad."  Denna kommentar ledde till en del ramaskri och att NOI beordrade Malcolm att vara tyst i det offentliga. Även om han behöll sina uppdrag och sin position i hierarkin inom NOI förbjöds han av Elijah Muhammad att tala offentligt i nittio dagar. Malcolm lydde.
Våren 1963 började Malcolm samarbeta med Alex Haley på Malcolm X självbiografi. Han offentliggjorde sin brytning med NOI 8 mars 1964 och skapandet av Muslim Mosque, Inc. den 12 mars samma år. Han höll fortfarande fast vid stora delar av NOI:s läror, men modifierade dem, och började specifikt förespråka politisk och ekonomisk svart nationalism till skillnad från NOI som exklusivt lärde ut religiös nationalism. I april framförde han ett känt tal vid namn "The Ballot or the Bullet" ("valsedeln eller kulan"). Malcolm var i kontakt med flera ortodoxa muslimer, som uppmuntrade honom att lära ut ortodox islam. Han konverterade snart till ortodox islam, och i och med det beslutade han också att göra sin Hajj (vallfärd till islams heliga stad Mekka).

### Hajj
Den 13 april 1964 reste Malcolm från JFK flygplatsen i New York för att åka till Kairo via Frankfurt. Det var den andra gången som Malcolm åkte till Afrika. Malcolm lämnade Kairo för att åka till Jidda i Saudiarabien klockan tre på morgonen. Det ifrågasattes om han var en riktig muslim på grund av att han inte kunde tala arabiska och för att han var amerikansk medborgare. Eftersom bara troende muslimer släpps in i Mecka togs han ifrån den grupp han ankommit med och hölls isolerad. Under nära 20 timmar bar han en ihram, ett tvådelade plagg bestående av två vita ofållade tygsjok – av vilken en draperas på överkroppen medan den andra (nederdelen) fästs med ett bälte.
Enligt självbiografin var det här han kom ihåg boken The Eternal Message of Muhammad av Abdul Rahman Hassan Azzam och som Dr. Mahmoud Yousseff Sharwabi hade visat för honom då hans visum godkändes. Han ringde Azzams son som såg till att han släpptes. I den yngre Azzams bostad mötte han Azzam Pasha som gav Malcolm sin svit på Jeddah Palace Hotel. Nästa morgon kom Muhammad Faisal, son till prinsen Faisal, för att informera honom om att han var en statsgäst.
Det var därför bara en formalitet för Sheikh Muhammad Harkon att tillåta Malcolm för att göra sin pilgrimsresa till Mecka. Den 19 april var hans Hajj genomförd. Det innebär att han gått sju gånger runt Kaba, att dricka från Zamzam och springa mellan de två kullarna Al-Safa och al-Marwah sju gånger. Enligt självbiografin kom Malcolm efter denna resa att bli övertygad om islams möjlighet att tillintetgöra de rasistiska problemen i världen när han såg hur människor från hela världen interagerade som jämställda.

### Afrika
Malcolm X besökte Afrika vid tre olika tillfällen, en gång 1959 och två gånger 1964. Under hans besök träffade hans statstjänstemän och pratade i TV och radio i: Kairo, Egypten; Addis Abeba, Etiopien; Dar es-Salaam, Tanganyika (numera Tanzania); Lagos och Ibadan, Nigeria; Accra, Winneba och Legon, Ghana; Conakry, Guinea; Alger, Algeriet; och Casablanca, Marocko.
Malcolm åkte först till Afrika sommaren 1959. Han reste till Egypten (Förenade arabrepubliken), Sudan,  Nigeria och Ghana för att ordna med en rundresa för Elijah Muhammad som han genomförde i december 1959. Den första av Malcolms första två resor till Afrika 1964 pågick från 13 april till 21 maj. Den 8 maj, som följde sedan han genomfört sitt tal på Trenchard Hall på University of Ibadans universitetsområde i Nigeria, närvarade han vid en sammankomst anordnad av studentföreningen som hölls för honom av Muslim Students' Society. Under denna sammankomsten gav studenterna honom namnet "Omowale" som betyder "sonen återvänder hem" på Yoruba.
Malcolm återvände till New York från Afrika via Paris den 21 maj 1964. Den 9 juli lämnade han återigen USA för Afrika där han skulle befinna sig i 18 månader innan han återigen kom tillbaka. Den 17 juli 1964 talade Malcolm till Organisationen för afrikansk enhet.

### Besök i Frankrike och Storbritannien
Sent 1964 besökte Malcolm Frankrike tillsammans med jamaicanska statsrepresentanter och talade i Paris på Salle Pleyel, där det genomfördes diskussioner och debatter om rastafariska idéer (att svarta i Amerika bör återvända till Afrika, speciellt till Etiopien) som båda jamaicanerna förespråkade och även Malcolm vid den tidpunkten. Han besökte också Storbritannien och deltog i debatter på Oxford Union den 3 december 1964.
Den 12 februari 1965 besökte Malcolm Smethwick, nära Birmingham, som hade blivit en ökänd plats för rasproblem efter valet i England 1964 när det konservativa partiets kandidat Peter Griffiths vunnit ett mandat i brittiska underhuset efter att, bland annat, ha använt sloganen "Om du vill ha en nigger som granne, rösta på Labour". Han besökte en krog där de hade en policy om att inte tillåta färgade och ska också ha besökt en gata där lokala myndigheter skulle köpa hus för att sälja dem vidare till vita familjer i syfte att undvika att svarta familjer flyttade in.

## Döden

### Mordet
Den 20 mars 1964 publicerade Life ett känt fotografi på Malcolm när han håller en M1 carbine samtidigt som han drar tillbaka rullgardinerna för att se ut genom ett fönster. Fotot togs under samma period som Malcolm sagt att han skulle skydda sig och sin familj från de dagliga hotelser som han utsattes för.
Spänningarna mellan Malcolm X och Nation of Islam ökade. NOI stämde honom för att återfå en byggnad i Queens där Malcolm X bott, som de menade att de betalat för, och vann i rätten. Han överklagade, och var arg över tanken att hans familj snart kanske inte skulle ha någonstans att bo. Den 14 februari 1965, natten innan bostaden skulle återlämnas till NOI, brann huset ner till grunden. Malcolm X och hans familj klarade sig och ingen åtalades för branden.
En vecka senare, den 21 februari, på Manhattans Audubon Ballroom hade Malcolm precis börjat ett tal när ett bråk startade i publiken (som bestod av runt 400 personer). En man skrek "Ta bort handen från min ficka! Rör inte mina fickor!" När Malcolm X:s livvakter rörde sig bort mot bråket för att lugna ner situationen och Malcolm X uppmanade till lugn, sprang en man fram till Malcolm och sköt honom i bröstet med ett avsågat hagelgevär. Två andra män sprang då fram och sköt med handeldvapen mot Malcolm, som blev träffad 16 gånger. Arga mötesdeltagare misshandlade mördarna när de försökte fly. Den 39-årige Malcolm X förklarades död när han kom till New Yorks Columbia Presbyterian Hospital. Han dog av hagelgevärsträffen, de andra skotten hade riktats mot benen.
Två misstänkta namngavs av vittnen – Norman 3X Butler och Thomas 15X Johnson.
Tre män åtalades till slut i fallet. Talmadge Hayer erkände att han skjutit Malcolm men vittnade också om att Butler och Johnson inte varit närvarande och inte hade något med skjutningen att göra. Alla tre dömdes.

### Begravningen
1 500 människor närvarade vid Malcolms begravning i Harlem den 27 februari 1965 på Faith Temple Church of God in Christ (numera Child's Memorial Temple Church of God in Christ). Ossie Davis, tillsammans med Ahmed Osman, framförde ett lovtal där de beskrev Malcolm som "vår svarte prins" ("Our shining black prince"). Malcolm X begravdes på Ferncliff Cemetery i Hartsdale, New York. Efter ceremonin tog vänner gravgrävarnas spadar och begravde Malcolm själva. Senare samma månad blev skådespelarna Ruby Dee och Sidney Poitier styrelseledamöter i New York Affiliate of the Educational Fund for the Children of Malcolm X Shabazz. Människorättsledaren och kirurgen T.R.M. Howard blev styrelseledamot i dess Chicago-avdelning.

## Biografier och tal

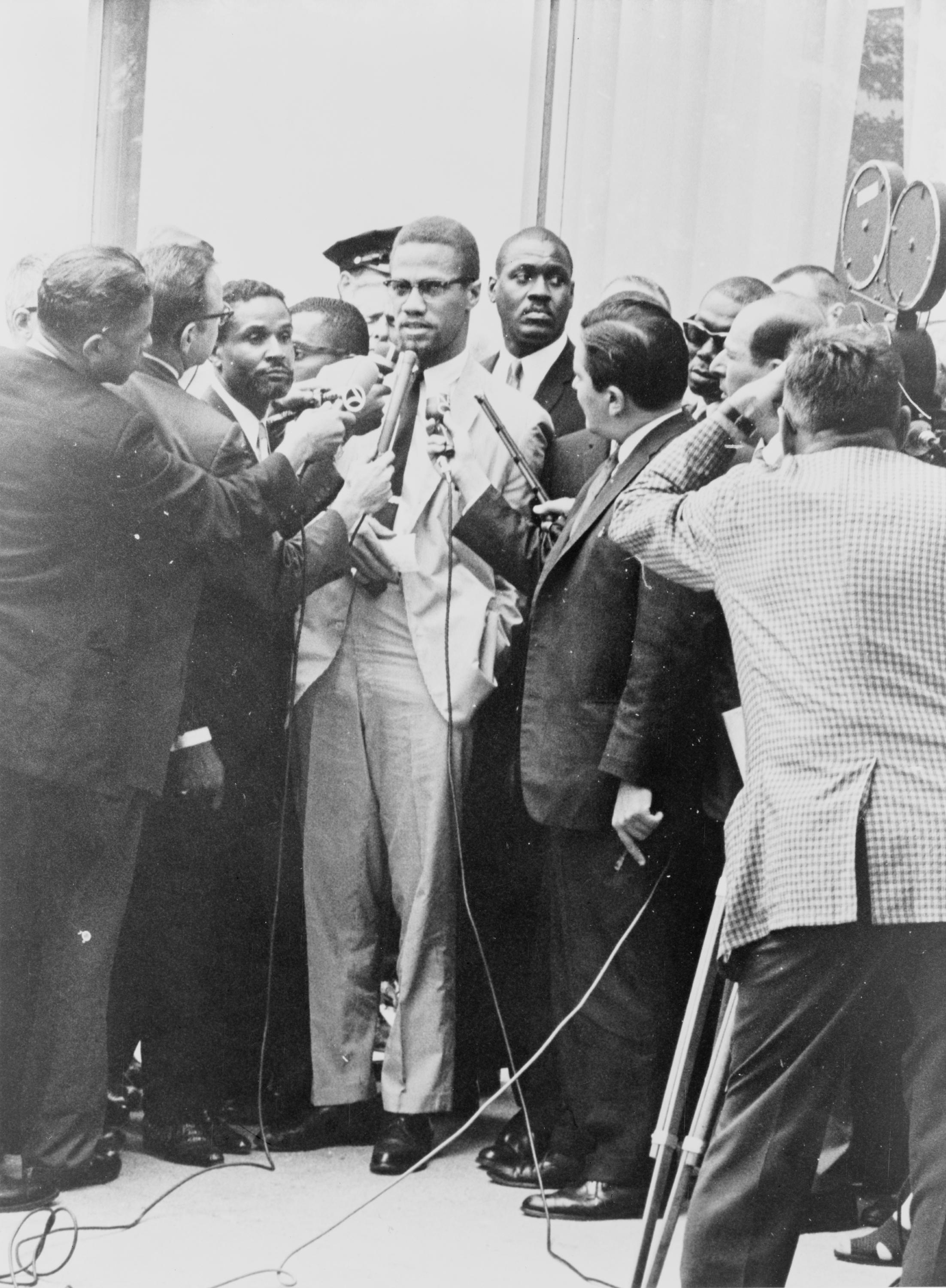
Malcolm blir intervjuad av media, 1964.

- Malcolm X självbiografi i samarbete med Alex Haley – skrevs av Alex Haley mellan 1964 och 1965, baserat på intervjuer han gjorde med Malcolm kort innan han mördades (tillsammans med en epilog skriven efter det), och kom ut 1965. Boken utsågs av Time Magazine som en av de tio mest betydelsefulla böckerna under 1900-talet.
- Malcolm X Speaks: Selected Speeches and Statements (ISBN 0-8021-3213-8) – redigerad av George Breitman. Dessa tal, hållna under de åtta sista månaderna i Malcolms liv, visar hans förändrade åsikter.
- Malcolm X: The Man and His Times – redigerad med en introduktion och kommentar av John Henrik Clarke. En textantologi, tal och manifest tillsammans med texter av Malcolm X av en landsöverskridande grupp av afrikaner och svarta amerikaner (studenter och aktivister).
- Malcolm X: The FBI File – kommenterade av Clayborne Carson med en introduktion av Spike Lee och redigerad av David Gallen. En källa som visar att det fanns FBI-filer om Malcolm ända sedan han släpptes från fängelset mars 1953 och att det 1980 kom en förfrågning om att FBI ska utreda Malcolms mord.
- Malcolm X – spelfilm från 1992, regisserad av Spike Lee. Filmen utgår från biografin med Denzel Washington som Malcolm, Angela Bassett som Betty och Al Freeman, Jr. som Elijah Muhammad. Både Roger Ebert och Martin Scorsese ansåg att denna film var en av de tio bästa på hela årtiondet.
- I spelfilmen Ali från 2001, om boxaren Muhammad Ali (spelad av Will Smith) förekommer Malcolm X, spelad av Mario Van Peebles.

## Malcolm X i populärkulturen
Malcolm X har blivit något av en ikon inom populärkulturen, från mängder av referenser inom hiphop – såsom Royce Da 5'9:s Malcolm X, Wu-tang Clan's Wu-revolution eller Immortal Technique's Revolutionary – till film, såsom i V för Vendetta. Malcolm X får betraktas som en legend, på samma sätt som till exempel Che Guevara, och fortsätter att vara en symbol – världen över.

### Moderna kulturella referenser
- Bandet Rage Against the Machine nämner i sin sång Renegades of Funk Malcolm tillsammans med Che Guevara, Martin Luther King Jr. med flera. Låten är en cover som först framfördes av bandet 832 Afrika Bambaataa.

- Malik Shabazz var en av karaktärerna i "Waste Not"-avsnittet i TV-serien NUMB3RS.
- Malcolm X tal och citat finns i filmen 500 Years Later som central berättarröst.